# خط عرض 64° جنوب
خط عرض 64° جنوب هي إحدى دوائر العرض الجغرافية، وهي دوائر وهمية تحيط بالكرة الأرضية، وموازية لخط الاستواء، وتتميز هذه الدائرة بأن الأراضي الواقعة عليها تنتمي للمنطقة القطبية.

## حول العالم
خط عرض 64° جنوب يبدأ من خط الزوال الأولي ويتجه شرقا ويمر عبر:
| الإحداثيات                         | البلد أو الإقليم أو البحر | ملاحظات |
| ---------------------------------- | ------------------------- | --- |
| 64°0′S 0°0′E / 64.000°S 0.000°E    | المحيط الجنوبي            | جنوبي المحيط الأطلسي جنوبي المحيط الهندي جنوبي المحيط الهادئ جنوبي المحيط الأطلسي - مرورا بشمال برابانت, القارة القطبية الجنوبية |
| 64°0′S 61°57′W / 64.000°S 61.950°W | القارة القطبية الجنوبية   | Liège Island, المطالب الإقليمية بالقارة القطبية الجنوبية by الأرجنتين, تشيلي و المملكة المتحدة                                   |
| 64°0′S 61°50′W / 64.000°S 61.833°W | المحيط الجنوبي            | جنوبي المحيط الأطلسي |
| 64°0′S 60°35′W / 64.000°S 60.583°W | القارة القطبية الجنوبية   | شبه الجزيرة القطبية الجنوبية و جزيرة جيمس روس, المطالب الإقليمية بالقارة القطبية الجنوبية by الأرجنتين, تشيلي و المملكة المتحدة  |
| 64°0′S 57°31′W / 64.000°S 57.517°W | المحيط الجنوبي            | جنوبي المحيط الأطلسي |